# Gouvernement général de Galicie
1914–1917
Entités précédentes :
- Royaume de Galicie et de Lodomérie

Entités suivantes :
- Royaume de Galicie et de Lodomérie

Pendant la Première Guerre mondiale, le gouvernement général de Galicie (en russe : Галицийское генерал-губернаторство) parfois aussi appelé gouvernement général de Galicie et de Bucovine (Галицко-Буковинское генерал-губернаторство) est une administration militaire temporaire de l'Empire russe dans les régions orientales du royaume de Galicie et de Lodomérie et septentrionales de la Bucovine, appartenant à l'Autriche-Hongrie .
Le gouvernement général de Galicie est créé de facto après la victoire russe lors de la bataille de Lemberg, dirigée par le commandant en chef Nikolaï Ivanov à la fin de l'été 1914. Le succès ne dure pas longtemps et, au milieu de l'année 1915, les Russes perdent le contrôle d'une grande partie de la région après l'offensive de Gorlice-Tarnów menée par le commandant général des puissances centrales August von Mackensen. Au cours des dernières étapes de la guerre, les forces russes tentent de récupérer le territoire lors des offensives Broussilov et Kerenski.
Même si le gouvernement général cesse de fonctionner après la grande retraite de 1915, il ne fut formellement aboli qu’en 1917. Pour les historiographies russe et ukrainienne, il préfigure néanmoins les revendications soviétiques de 1918, que l'Armée rouge tentera de concrétiser pendant la guerre soviéto-polonaise (1919-1921), et celles de 1939 qui seront satisfaites d'abord par le Pacte germano-soviétique et ensuite par les accords de Yalta de 1945, qui rattachent la Galicie orientale et la Bucovine septentrionale à l'URSS et, au sein de celle-ci, à la République socialiste soviétique d'Ukraine.

## Gouverneurs militaires et commissaires dukraï
- 5 septembre 1914-14 juillet 1915 : Gueorgui Bobrinski ;
- 4 octobre 1916-31 mai 1917 : Fiodor Trepov, administrateur des gouvernements de Tarnopol et de Tchernivtsi ;
- 22 avril – 2 août 1917 : Dmytro Dorochenko, commissaire du kraï du gouvernement provisoire russe.

## Division administrative
Le gouvernement général est divisé en quatre gouvernements, chacun composé de plusieurs ouïezd. La Bucovine méridionale n'y est pas incluse car l'Empire russe la réserve pour son alliée la Roumanie.
- Gouvernement de Lvov
- Gouvernement de Tarnopol
- Gouvernement de Tchernivtsi
- Gouvernement de Przemyśl

## Sources
1. ↑  M. Oskin, Bataille de Galicie, août 1914 - .
2. ↑  Paul-Marie de La Gorce, 39-45 : Une guerre inconnue, Paris, Flammarion, 1995, 639 p. (ISBN 2-08-067099-9).